# Pagode du Kyŏngch'ŏn-sa

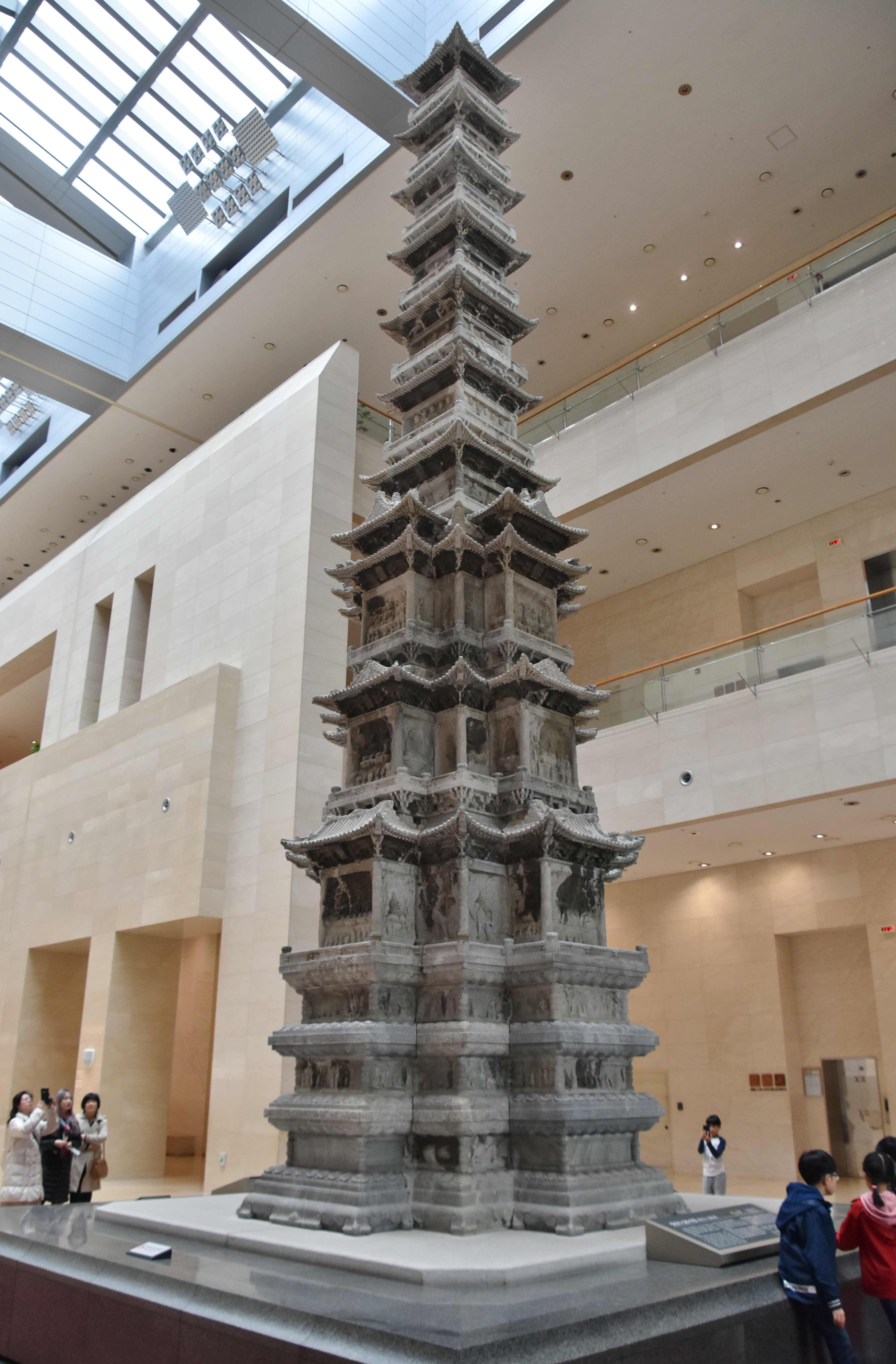
La Pagode au Musée national de Corée.

La Pagode du Kyŏngch'ŏn-sa ou Pagode du Gyeongcheonsa (hangeul : 경천사십층석탑 ; hanja : 敬天寺十層石塔) est une pagode de pierre érigée en 1348 dans le district de Kaepung, province de Gyeonggi, aujourd'hui en Corée du Nord.
La pagode est transférée au Japon en 1907 lors de la colonisation de la Corée, puis est ramenée en Corée en 1918 et placée dans la cour du palais Gyeongbokgung à Séoul. Elle est classée Trésor national no 86 le 20 décembre 1962, puis est transférée au Musée national de Corée où elle a été installée en 2005.